# Mart Cauton

De vlag van Bond van de Rode Hand

Mart Cauton is een hoofd-personage uit de fantasy-boekencyclus Het Rad des Tijds, geschreven door Robert Jordan. Mart is jonge boerenzoon uit vredige dorpje Emondsveld, die ontdekt dat hij Ta’veren is. Hij is bevriend met Rhand Altor, de Herrezen Draak, die geacht wordt de Duistere zelf te bevechten tijdens Tarmon Gai’don, de laatste slag.
Mart Cauton werd geboren in 978 NE, als oudste boerenzoon van Natti en Abel Cauton, in Emondsveld te Tweewater. Hij heeft twee zusjes, Eldrin en Bodewin (Bode), maar gaat nauwelijks met hen om. Hij heeft vele vrienden en zijn streken hebben hemzelf en zijn vrienden vele malen in de problemen gebracht. Mart staat in het dorp bekend als de grootste kwajongen van de omgeving. Zijn beste vriend, Rhand Altor, vindt dat Mart nooit ouder lijkt te worden. Hoewel zijn avontuurlijke instelling problemen veroorzaakt, blijkt deze soms echter ook zeer nuttig te zijn. Toch heeft Mart de meeste problemen van de drie Ta’veren (Rhand, Perijn Aybara en Mart) met de acceptatie van zijn bestemming. Hij verzet zich voortdurend tegen alles en iedereen die iets van hem eist. Mart is vrij groot, heeft bruine ogen en een uitdagende blik. Hij valt echter met name op door voortdurend twinkelende grijns op zijn gezicht.

## Samenvatting van Marts avonturen
Het Oog van de Wereld: Na de Trolloks-aanval op Emondsveld vertrekt Mart met de groep van Moraine Sedai naar een veiligere plaats. In de spookstad Shadar Logoth neemt hij stiekem een dolk met een robijn mee, waardoor hij het kwaad over zich afroept. Hij wordt schuw, achterdochtig en trekt zich steeds meer terug. Samen met Rhand en Thom Merrelin vaart Mart op de boot de 'Schuimvlok' van Baile Domon naar Wittebrug, waar Thom zich opoffert als er een Myrddraal verschijnt. Mart volgt Rhand naar Caemlin, en zijn dolk is er de oorzaak van dat ze voortdurend Duistervrienden tegenkomen. In Caemlin breekt Moraine de band tussen hem en de dolk gedeeltelijk.
De Grote Jacht: In de stad Fal Dara wordt zowel de Hoorn van Valere als de 'dolk van Shadar Logoth' gestolen. Samen met Rhand, Perijn en een legertje onder leiding van Heer Ingtar, zet Mart de achtervolging in. Hij moet de dolk terug zien te krijgen om de band geheel te verbreken. Gedurende de reis wordt Mart steeds zieker en minder bewust van de situatie waarin hij zich bevindt. In Falme weet hij zowel de dolk als de hoorn te bemachtigen, waarna hij op de Hoorn blaast om uit een benarde situatie te ontkomen. De dode Helden van weleer verschijnen en volgen de Herrezen Draak (Rhand), de Hoornblazer (Mart) en de drager van de Drakenbanier (Perijn) in de strijd.
De Herrezen Draak: Een bewusteloze Mart arriveert een poos later in Tar Valon, waar de kwaadaardige band met de dolk definitief verbroken wordt. Mart wil hierna zo spoedig mogelijk de Aes Sedai stad verlaten, maar dit wordt hem belet. Dankzij Egwene Alveren, Nyneave Almaeren en Elayne Trakand weet hij de stad echter toch te verlaten. In opdracht van de Erfdochter van Andor reist hij samen met Thom Merrelin naar Caemlin. Daar komt hij erachter dat er een moordaanslag op Elayne is gepland en reist hij naar Tyr om haar te waarschuwen. Aldaar redt hij Elayne en haar vriendinnen uit de Steen van Tyr en is hij erbij als Rhand en de Aiel de machtige vesting innemen.
De Komst van de Schaduw: Vervolgens betreedt hij mede dankzij zijn roekeloze levensinstelling twee maal een Ter'angreaal-poort. Eerst in de Steen van Tyr en later in de Aielstad Rhuidean. Hier doet hij uitgebreide strategische kennis van militaire handelingen op, ontvangt hij een angreaal tegen de Ene Kracht, en wordt hem verspeld dat hij zal trouwen met de ‘Dochter van de Negen Manen’. De tweede confrontatie met de slangenwezens kost hem wel bijna zijn leven, en zijn voorspelde huwelijkslot blijft hem achtervolgen. Hij wordt gered door Rhand, van wie Mart voortdurend tracht weg te komen, maar aan wie hij door diens Ta'veren-kracht steeds verbonden blijft.
Vuur uit de Hemel: Als Rhand’s Aiel leger bij de door de Shaido Aiel belegerde stad Cairhien arriveert, wordt Mart in de val gelokt en hoort Lan Mandrogoran hem uit over zijn ideeën over de komende slag, in opdracht van de Herrezen Draak. Mart begrijpt dat hij gebruikt wordt door Rhand, en verlaat boos het leger, nadat hij op het nippertje een moordaanslag overleeft. Dan belandt hij midden in de slag en doorziet direct de gevaren voor Rhand’s Aiel-leger. Hij neemt als vanzelfsprekend de leiding over een legereenheid op zich en doodt persoonlijk de Shaido-leider Couladin, waarna de slag gewonnen wordt en Mart de leider wordt van zijn eigen ‘Bond van de Rode Hand’.
Heer van Chaos: Mart krijgt eindelijk de kans om Rhand te verlaten als deze hem de opdracht geeft om Elayne Trakand te halen. Samen met de Bond van de Rode Hand belandt hij kort hierop in de buurt van de Aes Sedai dorp Salidar, dat hij vervolgens bezoekt. Daar ontdekt hij dat Egwene de nieuwe Amyrlin Zetel is en geeft de Bond van de Rode Hand de opdracht om haar bij te staan, terwijl hij zelf met enkele getrouwen Elayne volgt naar Ebo Dar om een speciale Angreaal te zoeken die het weer kan beïnvloeden.